# 香水镇
香水镇，是中华人民共和国宁夏回族自治区固原市泾源县下辖的一个乡镇级行政单位。

## 行政区划
香水镇下辖以下地区：
香水街社区、百泉街社区、大庄村、永丰村、思源村、城关村、上桥村、下桥村、沙源村、杨家村、车村、园子村、沙南村、新月村、白家村、卡子村、下寺村、米岗村、惠台村、暖水村和太阳村。